# Walter Außerdorfer
Walter Aussendorfer, né le 18 avril 1939 à Tires et mort le 27 octobre 2019 dans la même ville, est un lugeur italien.

## Carrière
Walter Aussendorfer pratique d'abord le ski alpin, mais il se tourne ensuite vers la luge. Aux Jeux olympiques d'hiver de 1964 organisés à Innsbruck en Autriche, il remporte la médaille de bronze de luge en double avec Sigisfredo Mair. Ses meilleurs résultats aux championnats du monde sont des neuvièmes places en simple et en double en 1965. Après sa carrière, Aussendorfer dirige un hôtel à Tires, sa commune natale.